# PowerBook 190
De PowerBook 190 en de PowerBook 190cs zijn laptops van de Amerikaanse fabrikant Apple die vanaf augustus 1995 aangeboden werden. De twee modellen verschillen alleen qua scherm: de 190 had een 24,1 cm (9,5-inch) grijswaardenscherm, de 190cs een 26,4 cm (10,4-inch) kleurenscherm. Met deze laptops mikte Apple voornamelijk op prijsbewuste consumenten en studenten. Ze werden in oktober 1996 opgevolgd door de PowerBook 1400.

## Ontwerp
De PowerBook 190 heeft, net als de PowerBook 150, veel gemeen met de toenmalige professionele PowerBook 5300. Het belangrijkste verschil was dat de 5300 gebruik maakte van een 100 of 117 MHz PowerPC 603e-processor, terwijl de 190 slechts een 33 MHz 68CL040-processor had. Het was daarmee de enige resterende 68040 gebaseerde Mac die overbleef na het stopzetten van de PowerBook 500-serie. Apple bood echter wel een PowerPC-upgrade aan, destijds een veel gebruikt verkoopargument voor nieuwe 68040 Macs.
Om verder kosten te besparen werd de 190 uitgerust met een passief matrix lcd-scherm in plaats van een actief matrixscherm en kreeg de laptop een eerder bescheiden IDE-schijf van 500 MB.
Het is op de PowerBook 100 na de enige PowerBook uit de 100-serie die niet de behuizing van de 140 gebruikt. De 190 had een trackpad in plaats van een trackball, kon gebuik maken van grotere, goedkopere IDE-schijven en bood plaats aan meer geheugen dan de 14 MB limiet van zijn voorgangers uit de 100-serie.

## Specificaties
- Processor: Motorola 68LC040, 33 MHz ("66 MHz")[a]
- FPU : geen
- PMMU : geïntegreerd in de processor
- Systeembus snelheid: 33 MHz
- ROM-grootte: 2 MB
- Databus: 32 bit
- RAM-type: 70 ns DRAM-kaart
- Standaard RAM-geheugen: 4 of 8 MB
  - Uitbreidbaar tot maximaal 36 of 40 MB
  - RAM-sleuven: 1
- Standaard diskettestation: 3,5-inch, 1,44 MB (manueel)[b]
- Standaard harde schijf: 500 MB (IDE)
- Uitbreidingssleuven: 2 Type II PC Card (1 Type III)
- Type batterij: NiMH met een batterijduur van 3 tot 5 uur
- Beeldscherm:
  - PowerBook 190: 24,1 cm (9,5-inch) passief matrix lcd-scherm, grijstinten[c]
  - PowerBook 190cs: 26,4 cm (10,4-inch)  passief matrix lcd-scherm, kleur[d]
- Modem: 28,8 kbit/s (optioneel)
- Uitgangen:
  - 1 ADB-poort (mini-DIN-4) voor toetsenbord en muis
  - 1 SCSI-poort (HDI-30)
  - 1 seriële poort (mini-DIN-8)
  - 1 audio-uit (3,5 mm jackplug)
- Ondersteunde systeemversies: 7.5.2 t/m 8.1
- Afmetingen:5,1 cm × 29,2 cm × 21,6 cm (h×b×d)
- Gewicht: 2,7 kg

Uit productie: 1984: Macintosh 128K, Macintosh 512K · 1985: Macintosh XL · 1986: Macintosh Plus · 1987: Macintosh II, Macintosh SE · 1988: Macintosh IIx · 1989: Macintosh SE/30, Macintosh IIcx, Macintosh IIci, Macintosh Portable · 1990: Macintosh IIfx, Macintosh Classic, Macintosh IIsi, Macintosh LC serie · 1991: Macintosh Quadra 700, Macintosh Quadra 900, Apple PowerBook · Macintosh Classic II · 1992: Macintosh IIvx, Macintosh Quadra 950, PowerBook Duo, Macintosh Performa serie · 1993: Macintosh Centris serie, Macintosh Color Classic, Macintosh TV · Apple Workgroup Server · 1994: Power Macintosh · 1997: Power Macintosh G3, PowerBook G3, Twentieth Anniversary Macintosh · 1998: iMac · 1999: iBook, Power Mac G4 · 2000: Power Mac G4 Cube · 2001: PowerBook G4 · 2002: eMac, iMac G4 · 2003: Xserve, Power Mac G5 · 2004: iMac G5 · 2005: Mac mini · 2006: MacBook · 2015: MacBook (Retina) · 2017: iMac Pro

Huidige modellen: MacBook Air, MacBook Pro, iMac, Mac mini, Mac Studio, Mac Pro